# Die ganze Welt singt nur Amore
Die ganze Welt singt nur Amore ist ein deutscher Musik- und Liebesfilm aus dem Jahre 1956 von Robert Adolf Stemmle mit Jon Otnes und Gertrud Kückelmann in den Hauptrollen.

## Handlung
Kammersänger Olaf Anderson hat gerade in der malerischen Seenlandschaft Norditaliens einen Film abgedreht. Aus Übermut und der Lust, einmal ein ganz anderes Leben zu führen, tauscht er mit einem einfachen Apfelsinenpflücker erst die Klamotten und dann das ganze Leben. Als wandernder Straßensänger will er alle Menschen, denen er am Wegesrand begegnen wird, mit seinen Melodien beglücken. Eines Tages begegnet der singende Vagabund der jungen Gina Fiala, in die er sich prompt schlagartig verliebt. Derweil hat Olafs Freund und Manager Peter alle Hände voll zu tun, Olafs Geliebte, die temperamentvolle Tänzerin Jelly, zu beruhigen, da Olaf abgängig ist. Jelly hatte sich schon sehr auf den letzten gemeinsamen Abend und den darauf folgende einzigen freien Tag mit ihm gefreut. Der aber hat nur noch Augen für „seine“ Gina, der er ein Ständchen nach dem anderen singt. Ihr Vater, der angesehene Musikprofessor Paul Fiala, hingegen wird auf den unbekannten singenden Landstreicher aufmerksam und schlägt diesem vor, mit ihm nach Wien, wo er unterrichtet, zu kommen und sich dort professionell ausbilden zu lassen. Der Hochschulprofessor glaubt, eine echte Entdeckung gemacht zu haben und will Olaf „groß herausbringen“.
Weniger die Aussicht, sich fortzubilden als vielmehr die schlichte Tatsache, dass er in Wien in der Nähe der ebenso begehrten wie bislang ihm gegenüber ziemlich abweisenden Gina sein zu können, lässt Olaf den Vorschlag ihres Vaters annehmen. Freund Peter schlägt bei diesem Gedanken die Hände über den Kopf, bringt diese Extratour doch sämtliche Planungen, für die er verantwortlich zeichnet, durcheinander. Die rasende Jelly im Genick und zahlreiche Termine, inklusive einer Fernsehshow, in Gefahr, führen dazu, dass er Olafs Idee alles andere als begeistert zur Kenntnis nimmt. Zähneknirschend steuert Peter Olafs Wagen mit ihm darin dem Fahrzeug der Fialas bis nach Wien hinterher. Nicht nur Peter schüttelt den Kopf, auch Gina tut dies, nur bei ihr gilt die Skepsis der angeblichen Leichtgläubigkeit ihres Vaters einem Fremden gegenüber, der in seinen zerlumpten Vagabundenklamotten nun wirklich nicht wie ein zukünftiger Gesangsstar aussieht. Selbst einen Namen hat er nicht genannt, sich lediglich als „Olaf aus Schweden“ vorgestellt. Es dauert noch eine Weile, bis alle erkennen, wen sie da eigentlich nach Wien eingeladen haben. Auf der Fahrt dorthin geben sich Olaf und Peter gegenüber Gina und ihrem Vater allerlei Neckereien hin.
In der österreichischen Hauptstadt muss Olaf feststellen, dass die ihm gegenüber noch immer kratzbürstige Gina nicht mit ihrem Vater unter einem Dach wohnt, sondern als Künstlerin und Bildhauerin ihr eigenes Atelier besitzt. Prompt versucht sich der Sänger in ihre vier Wände hineinzuschleichen. Später muss Olaf auch noch feststellen, dass bei Gina nackte Männer ein und ausgehen – natürlich nur als Studienobjekt für ihre Skulpturen, wie sie später versichert. Als er eines ihrer Modelle, den gut gebauten Max, ansichtig wird, kocht in Olaf die Eifersucht hoch – sehr zum Vergnügen Ginas, die allmählich Interesse für den namenlosen Straßensänger zu entwickeln beginnt. Derweil hat die Presse- und Fotografenschar herausgefunden, wer er wirklich ist, und so muss Olaf seinem Gönner, dem Musikprofessor, gestehen, dass er der berühmte Kammersänger Olaf Anderson ist. Vergeblich versucht der Schwede, Gina telefonisch zu erreichen, um ihr alles zu beichten. Im Revuetheater, wo Olaf seinen Fernseh-Gesangsauftritt absolvieren soll, kommt es endlich zum Wiedersehen der beiden Protagonisten. Olaf schmettert die Arie “Ich schenk dir den Mond, und ich schenk dir die Sterne. Und mein Herz, mein Herz dazu!”. Gina erkennt ebenso wie das zugeschaltete Fernsehpublikum, wie viel sie Olaf bedeutet.

## Produktionsnotizen
Die ganze Welt singt nur Amore entstand Spätfrühling/Mitte 1956 in Norditalien und in Wien und wurde am 14. September 1956 in Mannheim uraufgeführt.
Produzent Carl W. Tetting hatte auch die Produktionsleitung, Franz Bi und Bruno Monden gestalteten die Filmbauten, Trude Ulrich entwarf die Kostüme. Werner Müller übernahm die musikalische Leitung, Bruno Balz schrieb die Liedtexte.
Die ganze Welt singt nur Amore war der einzige Spielfilm, den der norwegischen Opernsänger Jon Bratt Otnes (1919–2004) je drehte.

## Kritiken
Im Lexikon des Internationalen Films heißt es knapp: „Ein ergreifend einfältiges Musiklustspiel.“
Filmkritiker Hans Helmut Prinzler befand bezüglich Gertrud Kückelmanns Mitwirkung: „In diesem Film sind ihre schauspielerischen Möglichkeiten besonders extrem unterfordert“.